# Parafia Wniebowstąpienia Jezusa Chrystusa w Władykaukazie
Parafia Wniebowstąpienia Jezusa Chrystusa we Władykaukazie – rzymskokatolicka parafia znajdująca się we Władykaukazie, w diecezji św. Klemensa w Saratowie, w dekanacie północnokaukaskim.

## Historia
Na terenie dzisiejszej Osetii Północnej od 1766 istniał kościół katolicki w oddalonym o 92 km na północ od Władykaukazu Mozdoku. Katolicy we Władykaukazie pojawili się w I połowie XIX w. Byli to głównie Polacy – zesłańcy oraz żołnierze, później również dobrowolni osadnicy.
Kościół katolicki we Władykaukazie powstał w 1864 lub w 1866 z inicjatywy proboszcza ks. Aleksandra Kamińskiego. Parafia prowadziła instytucje charytatywne. W przededniu I wojny światowej parafia liczyła 2100 wiernych, a w 1917 1550.
W 1936 na podstawie fałszywego oskarżenia komunistyczne władze aresztowały i skazały na śmierć proboszcza władykaukaskiego ks. Antoniego Czerwińskiego. Został on rozstrzelany 26 stycznia 1938. W 1958 został zrehabilitowany. Obecnie trwa jego proces beatyfikacyjny. Kościół został znacjonalizowany i parafia przestała istnieć.
Odrodzenie parafii nastąpiło w 1990 za sprawą ks. Bronisława Czaplickiego. Początkowo msze odprawiane były w prywatnym mieszkaniu, a następnie w kościele ormiańskim. Przez kilka pierwszych lat parafia nie miała stałego duszpasterza. Później otwarto kaplicę oraz ustanowiono proboszcza rezydującego w mieście. Kościół nie został zwrócony.